# Ponitranské muzeum
Ponitranské muzeum se nachází v Nitře, v části Staré město, konkrétně v Dolním městě. Muzeum spravuje téměř 84 tisíc kusů sbírkových předmětů z oborů archeologie, etnografie, historie, numismatika, botanika, geologie a zoologie. Zřizovatelem muzea je Nitranský kraj.

## Městský dům (Radnice), Štefánikova 1
Ponitranské muzeum sídlí v budově Městského domu. Tato novorenesanční budova byla postavena v letech 1881–82 podle projektu architekta Jana Lyku, který později přepracoval městský inženýr Karel Meyer. Přístavba městského domu se uskutečnila až v roce 1911 podle projektu městského stavitele Ing. Michala Gyulaiho, v roce 1912 ji realizoval nitranský architekt Jan Tomaschek. Budova radnice plnila svůj účel až do roku 1990, byla sídlem Městského úřadu.

## Ponitranské muzeum - popis
Ponitranské muzeum sídlí v budově Městského domu (bývalé radnice) od roku 1990.
Předchůdcem Ponitranského muzea bylo Nitranské vlastivědné muzeum, které založil Městský národní výbor v prosinci 1962 a které sídlilo v budově Velkého semináře v Horním městě.
Muzeum spravuje téměř 84 tisíc kusů sbírkových předmětů z oborů archeologie, etnografie, historie, numismatika, botanika, geologie a zoologie.
V roce 1993 muzeum otevřelo expozici klenotnicového typu Skvosty dávnověku Slovenska. Je zde soustředěno přes 2200 zlatých, stříbrných i kovových předmětů, dokumentujících tvůrčí činnost a umělecké cítění člověka od nejstarších dob jeho přítomnosti na území dnešního Slovenska, tedy od starší doby kamenné až do 17. století.
Mezi stálé výstavy patří Nitransko v zrcadle dějin (expozice vývoje historického Nitranska od pravěku, přes ranou dějinnou dobu, až po středověk s ohledem na situaci ve velkomoravské době, resp. v 9.-10. století) a Život v lesních a vodních stanovištích (expozice zahrnuje téměř 100 kusů preparátů ryb, ptáků a savců z okolí Nitry).
V Ponitranském muzeu se kromě stálých expozic a výstav muzea konají i výstavy různého druhu, přednášky a besedy.
V budově Městského domu (radnice) kromě Ponitranského muzea sídlí i informační centrum města NISYS.